# Ellmer von Elm
Wappen der Ellmer
Die  Ellmer von Elm, auch Elmer von Elm, sind ein Adeldgeschlecht aus Elm im schweizerischen Kanton Glarus.
Sie gehörten den sogenannten Glarner Familien an und kamen mit der Familie Habsburg auch in Teile der österreichischen Lande ob der Enns (heutiges Bundesland Oberösterreich) und ins Fürsterzbistum Salzburg (heutiges Bundesland Salzburg).
Einige Ellmer wechselten zur Zeit der Reformation ihren Glauben und wurden in der Protestantenvertreibung des Landes verwiesen. Es gibt deshalb auch Ellmer in den Vereinigten Staaten, England, Deutschland und anderen Ländern.
Die Ellmer sind zu einigen teils noch immer herrschenden Europäischen Adelshäusern, durch deren Heiratspolitik verwandt, unter anderem zum Haus Battenberg, Coburg, Habsburg,  Hohensax uvm.
Durch die Heirat des Hans Ellmer (1580–1640) mit Anna Maria von Sax-Hohensax (1585–1621), sind die Ellmer über die sogenannte Elmerlinie zu Karl der Große verwandt. 